# Baiyue ting

Baiyue ting (chinois 拜月亭, pinyin Bàiyuè tíng), La Prière à la lune (titre complet : Bayue ting ji, Histoire du pavillon de prière à la lune), est une pièce de théâtre chinoise en quarante actes. Elle appartient au style du théâtre du Sud (le nanxi).
La pièce Baiyue ting est une adaptation dans le style du Sud d'une pièce de style zaju (le théâtre du Nord) de Guan Hanqing, Gui yuan jiaren baiyue ting (Le Pavillon où la belle dolente du gynécée prie la lune).

## Résumé
L'histoire racontée par la pièce se déroule au moment où la cour impériale jurchen de la dynastie Jin, face à l'invasion mongole, quitte la capitale Pékin (alors Zhongdu) pour Kaifeng (Pianliang). Au cours de la débandade, un jeune lettré pauvre, Jiang Shilong, est séparé de sa sœur Ruilian. Dans le même temps l'épouse du ministre des Armées, Wang Zhen, lui-même absent de la capitale, est séparée de sa fille Ruilan. En raison de la confusion des prénoms, Ruilan échoue dans les bras du lettré Jiang, tandis que sa sœur Ruilian devient la fille adoptive de la femme du ministre Wang. Le hasard amène le ministre à retrouver sa fille et à la séparer de son amoureux, en lui reprochant son inconduite. L'acte 32 est celui de la prière à la lune, au cours duquel Wang Ruilan prie pour être réuni au lettré Jiang, scène surprise par Jiang Ruilian. La fin de la pièce voit la réunion de Jiang Shilong, qui a terminé premier aux examens impériaux, et Ruilan, qui lui est promise en mariage, tandis que sa sœur Ruilian est promise à Tuoman Xingfu, Jurchen avec qui Shilong s'était lié d'amitié lors de la chute de la capitale.

## Commentaires
Il existe plusieurs variantes de la pièce. Dans les plus anciennes éditions, Jiang Shilong se montre provisoirement infidèle, espérant se lier par un mariage avec une autre grande famille. Les versions les plus récentes portent le titre de Yougui ji (Histoire de sombre gynécée). Baiyue ting est l'un des « quatre grands chuanqi » de la transition des Yuan aux Ming, de la même époque que L'Histoire du luth de Gao Ming. Elle est la meilleure des quatre, selon l'avis général de la critique. Les lettrés se sont par ailleurs disputés à la fin du xvie siècle quant à la prééminence de Baiyue ting ou de L'Histoire du luth. Le philosophe Li Zhi (1527-1602) pour sa part accordait un rang égal à Baiyue ting et au Xixiang ji (L'Histoire du pavillon d'Occident, autre pièce rivale de L'Histoire du luth dans l'estime des lettrés) pour leur achèvement parfait. Il écrit au sujet de cette pièce : « Airs et paroles confinent à la spontanéité (ziran) laissant croire à une création céleste (tianzao) ; comment parler d'œuvre humaine (rengong), ? »
Peut-être anonyme, la pièce est toutefois attribuée par la tradition à Shi Hui, dont on ne sait s'il était un marchand de Hangzhou ou un médecin de Suzhou, et mort avant la fin de la dynastie Yuan (1279-1367).